# اون‌بیربیگ‌لو
اون‌بیربیگ‌لو روستایی است که در استان اردبیل، شهرستان گرمی، بخش مرکزی، دهستان اجارود غربی قرار دارد.
این روستا در غرب شهر گرمی و در مسیر جاده‌های گرمی به اردبیل و گرمی به بخش انگوت و بعد از سد گیلارلو قرار دارد. این روستا با روستای بنه به هم چسبیده هستند و مرکز جمعیتی مهمی در حوزه این شهرستان محسوب می‌شوند.
چشم‌انداز سد گیلارلو که هم‌اکنون یکی از مناطق نمونه گردشگری شهرستان گرمی است، کوه‌های احاطه‌کننده شهر گرمی و مسیر سبز رودخانه دیزج که از این روستا می‌گذرد به علاوه مزارع وسیع گندم چشم‌انداز جالبی به این دو روستا می‌دهد.

## جمعیت
بر اساس سرشماری سال ۱۳۸۵ جمعیت این روستا ۴۱۸ نفر با ۸۷ خانوار بوده‌است.